# لشکر ۴ تانک گارد
لشکر ۴ تانک گارد (انگلیسی: 4th Guards Tank Division) یک لشکر زرهی گارد از نیروی زمینی روسیه است. این لشکر به نام یوری آندروپوف نامگذاری شده است.
این لشکر دارای بیش از ۱۴ هزار سرباز و ۳۲۰ دستگاه تانک تی-۸۰ است و یکی از زیرمجموعه‌های ارتش یکم تانک گارد و از تشکیلات کلیدی منطقه نظامی مسکو محسوب می‌شود. تمام واحدهای این لشکر و همچنین ستاد آن در نارو-فومینسک، استان مسکو، ۷۰ کیلومتری (۴۳ مایلی) جنوب غربی مسکو مستقر هستند.
پیشینه شکل‌گیری این لشکر، به تأسیس سپاه هفدهم تانک ارتش سرخ بازمی‌گردد که در ابتدا در سال ۱۹۴۲ و اندکی پس از آغاز حمله آلمان به اتحاد جماهیر شوروی در عملیات بارباروسا و در طول جنگ جهانی دوم در سال ۱۹۴۱ در استالینگراد تشکیل شد. سپاه هفدهم تانک عملیات رزمی خود را در ۲۶ ژوئن ۱۹۴۲ آغاز کرد و درست قبل از نبرد وورونژ، در غرب ورونژ مستقر شد. این سپاه لقب افتخاری کانتمیروفسکایا را از روی روستای کانتمیروفکا در منطقه کانتمیروفسکی، استان ورونژ، که واحدهای تانک آن، با آتش خود این روستا را از اشغال آلمان آزاد کردند، دریافت کرد.